# Donji Korićani (Travnik)
Pour les articles homonymes, voir Donji Korićani.
Donji Korićani (en serbe cyrillique : Доњи Корићани) est un village de Bosnie-Herzégovine. Il est situé dans la municipalité de Travnik, dans le canton de Bosnie centrale et dans la fédération de Bosnie-et-Herzégovine. Selon les premiers résultats du recensement bosnien de 2013, il compte 11 habitants.
Avant la guerre de Bosnie-Herzégovine, le village faisait entièrement partie de la municipalité de Travnik ; après la guerre, son territoire a été partiellement rattaché à la municipalité de Kneževo, intégrée à la république serbe de Bosnie.

## Démographie

### Évolution historique de la population dans la localité
| 1948 | 1953 | 1961 | 1971 | 1981 | 1991 | 2013 |
| ---- | ---- | ---- | ---- | ---- | ---- | ---- |
| -    | -    | 685  | 608  | 588  | 657  | 11   |

|  |

### Communauté locale
En 1991, Donji Korićani faisait partie de la communauté locale de Korićani qui comptait 1 412 habitants, répartis de la manière suivante :